# Amina (magazine)
Pour les articles homonymes, voir Amina.
Amina est un magazine féminin mensuel francophone créé en avril 1972 par Michel de Breteuil. Se présentant comme le « magazine des femmes africaines et antillaises » et destiné aux femmes noires d’Europe, d’Afrique, des Antilles et d’Amérique du Nord, le titre fait l’objet de plusieurs éditions dans le monde. C’est le principal magazine féminin d’Afrique noire francophone, mais aussi des femmes noires de France.

## Historique
Amina a été fondé en avril 1972 par Michel de Breteuil, le fils de Charles de Breteuil, éditeur de presse français créateur au Sénégal de Paris-Dakar, premier quotidien d’Afrique noire en 1936, et ancêtre du journal Le Soleil et de Solange de Ganay, ethnologue dont les recherches sur le peuple Dogon font autorité. Le siège d'Amina se trouvait initialement au Sénégal, avant d'être transféré à Paris en 1975.

## Diffusion
En 2006, l’édition française du magazine est dirigée par Assiatou Bah Diallo (rédactrice en chef). Elle est vendue à 19 581 exemplaires. À travers le monde, les ventes avoisinent les 100 000 exemplaires. En France, ses principaux concurrents sont Brune et Divas.